# Eleccions presidencials de Corea del Sud de 2022
El 9 de març de 2022 es van celebrar eleccions presidencials a Corea del Sud. Segons la constitució sud-coreana, els presidents estan limitats a un únic mandat de cinc anys, cosa que significa que l'actual president Moon Jae-in no podia presentar-se a un segon mandat. El candidat de l'oposició, Yoon Suk-yeol, del Partit del Poder Popular, va guanyar les eleccions, derrotant al candidat Lee Jae-myung, del Partit Demòcrata.
En les eleccions presidencials més renyides de la història de Corea del Sud, Yoon va ser el més votat en general i en les zones clau de Seül, però va perdre en Gyeonggi-do i Inchon.

## Sistema electoral
El president de Corea del Sud és elegit mitjançant un sistema de votació pluralista a una sola volta, amb un mandat de cinc anys. Els presidents en exercici i els anteriors no poden optar a la reelecció.

## Eleccions
Tots dos partits principals van celebrar unes eleccions primàries inusualment intenses. Després de la nominació de Lee Jae-myung, el candidat del Partit Demòcrata, Lee Nak-yon, que va quedar en segon lloc, va demanar una apel·lació dels resultats, fins que es va veure obligat a concedir. En el Partit del Poder Popular, el candidat favorit, Yoon, i el president del partit, Lee Jun-seok, es van enfrontar amb freqüència per l'actuació de Yoon i la seva aparent apatia en els debats amb altres candidats. El Partit Popular va nominar a Ahn Cheol-soo i el Partit de la Justícia a Sim Sang-jung.
La desigualtat econòmica, la recuperació de la pandèmia de COVID-19, el sentiment antifeminista i els problemes d'habitatge van ser temes destacats durant les eleccions. Els analistes van observar un augment de la polarització política, una baixa popularitat sense precedents entre els candidats, lluites internes en els dos principals partits polítics, així com un to negatiu o divisiu durant tota la campanya. Després de debatre durant algun temps una possible fusió, Ahn va retirar la seva campanya el 3 de març, sis dies abans de les eleccions, i va fer costat a Yoon.